# Paullinia bidentata
Paullinia bidentata är en kinesträdsväxtart som beskrevs av L. Radlk.. Paullinia bidentata ingår i släktet Paullinia och familjen kinesträdsväxter. Inga underarter finns listade i Catalogue of Life.